# 오복항
오복항은 전라남도 여수시 화정면 월호리 오복마을 인근에 있는 어항이다. 2007년 8월 8일 어촌정주어항으로 지정하여 관리하고 있다. 시설관리자는 여수시장이다.

## 어항 구역
- 수역: 북위 34° 41′ 47″, 동경 127° 44′ 17″의 지점에서 S60°E방향으로 160m점과 이 점에서 N35°E방향으로 150m점과 이 점에서 N35°W방향으로 215m점과 이점에서 N15°E방향으로 135m점과 이점에서 S40°E방향으로 100m점과 이 점에서 E방향으로 45m점과 이 점에서 N방향으로 육지부를 연결하는 선을 따라 형성된 공유수면[1]

## 어항 시설
- 방파제 309m, 선착장 80m, 부잔교 2기

## 기본 계획
- 방파제 329m, 선착장 120m, 부잔교 2기[1]

## 정비 계획
- 방파제 20m, 선착장 40m[2]

## 주요 어종
- 갯장어, 낙지